# 思案橋停留場
思案橋停留場（日语：／ Shianbashi teiryūjō */?），又稱思案橋電車站，是位於長崎縣長崎市油屋町，屬於長崎電氣軌道本線的電車站。車站編號為34。

## 歷史

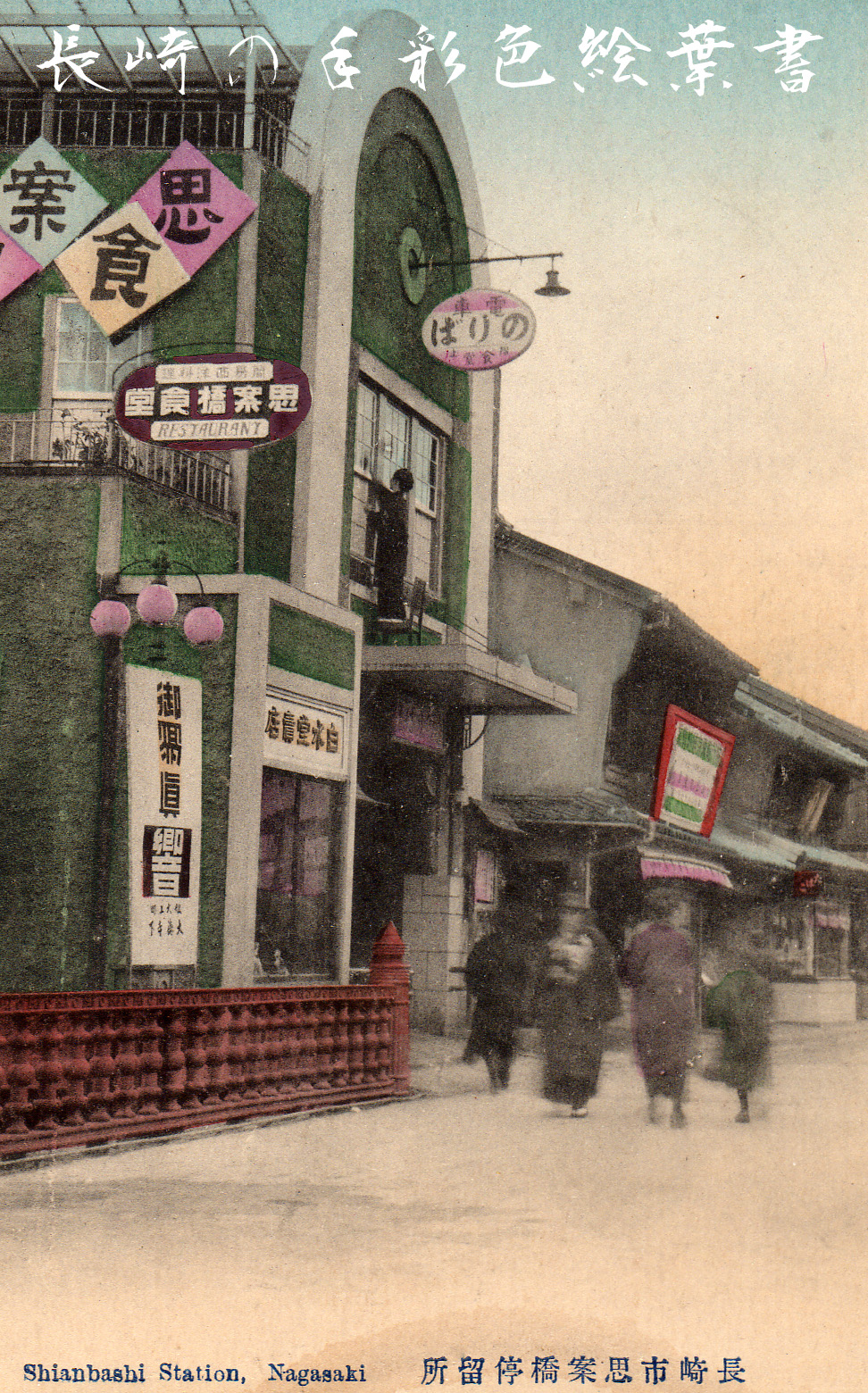
大正時代的長崎市思案橋停留所（手繪彩色圖片明信片）

本站在1921年（大正10年）西濱町至思案橋之間第三期線開通同時啟用。本站在當時為終點站，並設有2層高的食堂。
在1945年（昭和20年）8月9日，長崎市被投入原子彈，長崎電軌所有路線不能通行。後來長崎站前至西濱町至螢茶屋之間路段首先重開，而此站由於黑市問題延遲至1953年（昭和28年）重開，並在重開之際進行遷移。後來在1968年（昭和43年），本線至延伸至正覺寺下（現時：崇福寺）。

### 年表
- 1921年（大正10年）4月30日 - 電車站啟用[1]。
- 1945年（昭和20年）8月9日 - 長崎市被投入原子彈，全線不能通行[9]。電車站在同月中暫停服務[1]。
- 1953年（昭和28年）7月1日 - 電車站遷移重開[1][10]。
- 1968年（昭和43年）6月17日 - 思案橋至正覺寺下（現時：崇福寺）之間開通[9]。
- 2000年（平成12年）3月9日 - 電車站裝修[11]。

## 電車站構造
本站建在共用行車道上，並設有2面2線的低地台相對式月台。二戰前此站至觀光通停留場之間的路段為專用軌道，在戰後重開時之際改為共用軌道。從觀光通一方望向電車站中，右邊是赤迫、螢茶屋方向月台，左邊是崇福寺方向月台。月台靠近觀光通一方設有行人過路處。月台上蓋於2000年進行更換。
二戰發生前，此站為終點站，並設有2面的港灣式月台，月台呈コ字形。從電車站入口望向電車站，右邊是螢茶屋方向月台，左邊是浦上（大橋）方向月台。月台可容納2架電車。在螢茶屋方向月台後方設有控制室，該處可操作轉轍器。戰後控制室遷移至行人路上，後來更變為一座控制塔。在1968年路線延伸而廢止。取而代之為於正覺寺下新設控制室。

### 運行系統
此站是本線電車站之一。當中1和4系統駛入該電車站。1和4系統行走在本線上。

## 使用狀況
根據「長崎電軌」的調査，以下為1日的上下車人次資料。
- 1998年 - 3,620人[15]
- 2015年 - 1,600人[16]

## 電車站周邊
此站是長崎市有名的繁華街，長崎市內最大飲食街銅座位於電車站附近。在跨越思案橋後的地方曾經是當地的遊廓（丸山遊廓）。而思案橋的名稱據說是人們在橋上進行思索前進或掉返而得名。而該橋現時跨越的是暗渠，在修復橋樑後遺留了一些柵欄。
- 長崎布塔曼桃太呂（日语：桃太呂）濱町店
- 卡斯特拉本家福砂屋（日语：カステラ本家福砂屋）總店
- 長崎巴士（日语：長崎自動車）「思案橋」巴士站
- 丸山公園
- 料亭花月
- 里士滿酒店（日语：リッチモンドホテルズ）長崎思案橋
- 十八親和銀行（日语：十八親和銀行）思案橋分店
- 鶴茶 - 1925年創業。被稱為九州最古老的咖啡店。該處很早已經提供了土耳其飯[18]。

## 相鄰電車站
長崎電氣軌道
本線（■1號系統、■4号系統）
觀光通（33）－思案橋（34）－崇福寺（35）

## 注腳
1. 1 2 3 4  今尾 2009，第57頁.
2. ↑  100年史，第129頁.
3. 1 2 3 4 5 6 7 8  田栗 2005，第19頁.
4. ↑  田栗 & 宮川 2000，第96頁.
5. ↑  田栗 2005，第22頁.
6. ↑  100年史，第128頁.
7. 1 2 3  田栗 2005，第20頁.
8. ↑  田栗 & 宮川 2000，第92頁.
9. 1 2  田栗 2005，第157頁.
10. ↑  100年史，第126頁.
11. ↑  田栗 2005，第156頁.
12. ↑  100年史，第130頁.
13. 1 2  川島 2013，第49頁.
14. ↑  100年史，第119頁.
15. 1 2 3  田栗 & 宮川 2000，第62頁.
16. ↑  100年史，第125頁.
17. ↑  田栗 & 宮川 2000，第66頁.
18. ↑  長崎県観光連盟公式ウェブサイト ツル茶ん （页面存档备份，存于）（日語） 2020年10月16日參閲